# Ctenucha garleppi
Ctenucha garleppi là một loài bướm đêm thuộc phân họ Arctiinae, họ Erebidae.